# Gulbrunt nejlikfly
Gulbrunt nejlikfly (Hadena perplexa) är en fjärilsart som beskrevs av Michael Denis och Ignaz Schiffermüller 1775. Gulbrunt nejlikfly ingår i släktet Hadena och familjen nattflyn. Enligt den finländska rödlistan är arten nära hotad i Finland. Arten är reproducerande i Sverige. Artens livsmiljö är torra gräsmarker. Inga underarter finns listade i Catalogue of Life.

## Bildgalleri

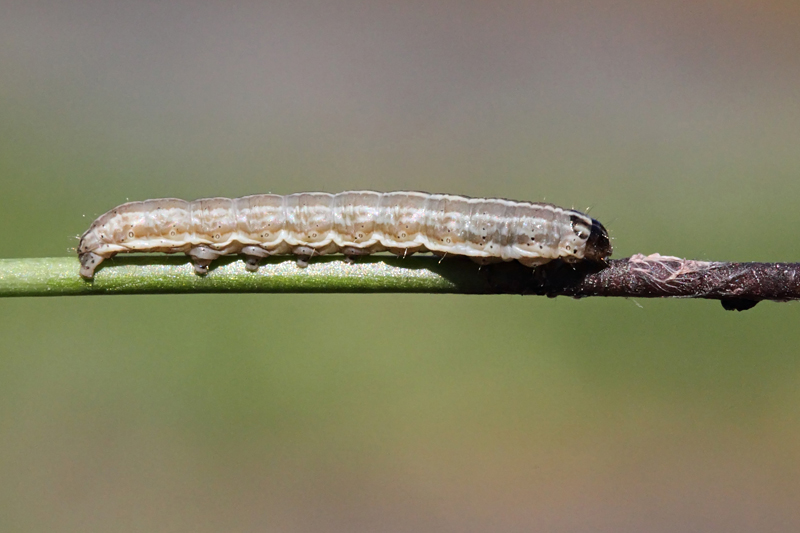